# Kilobase
Kilobase (kb) er en forkortelse, der bruges til at angive antallet af basepar i en polynukleotidsekvens (DNA eller RNA). 1 kb = 1000 basepar.
| Biokemi | Spire Denne biokemiartikel er en spire som bør udbygges. Du er velkommen til at hjælpe Wikipedia ved at udvide den. |